# Sinibotys hoenei
Sinibotys hoenei là một loài bướm đêm trong họ Crambidae.